# Broken & Beautiful (Kelly Clarkson)
Broken & Beautiful è un singolo della cantante statunitense Kelly Clarkson, pubblicato il 27 marzo 2019 come primo estratto dalla colonna sonora UglyDolls (Soundtrack) tratto dal film di animazione Pupazzi alla riscossa.

## Descrizione
Broken & Beautiful è un brano elettropop, scritto da Pink, Johnny McDaid, Marshmello e Steve Mac, e prodotto da questi ultimi due. È stato pubblicato dalla Atlantic Records come singolo principale per la colonna sonora del film d'animazione musicale Pupazzi alla riscossa (UglyDolls) del 2019.
Nel film partecipano numerosi cantautori internazionali, tra cui Janelle Monáe, Anitta, Blake Shelton, Lizzo, Bebe Rexha, Pitbull, e la stessa Kelly Clarkson, che da voce alla bambola protagonista, denominata Moxy.

## Accoglienza
Mike Nied di Idolator acclama  l'incontro tra la Pink e Clarkson, affermando: "l'aiuto alla scrittura da nientemeno che Pink, è la base per un inno di grande effetto; [...] sembra che la colonna sonora del film si stia trasformando in un vero e proprio affare tra due star". Rolling Stone apprezza l'approccio della cantautrice da "superwoman" con riferimenti alle hit passate, tra cui What Doesn't Kill You (Stronger). La rivista Variety, oltre ad apprezzare l'intero progetto cinematografico e musicale, definendolo "un potente mezzo per sottolineare l'importanza dell'accettazione, un messaggio particolarmente tempestivo data la cultura che circonda i social media e i più giovani", sottolineando che l'intervento del progetto diffonde il messaggio che "le nostre differenze ci fanno brillare".

## Tracce
Testi di Pink, Johnny McDaid, musiche di Marshmello, Steve Mac.
1. Broken & Beautiful – 3:39

## Classifiche
| Classifica (2019)              | Posizione massima |
| ------------------------------ | ----------------- |
| Australia                      | 48                |
| Canada Adult Contemporary      | 38                |
| Nuova Zelanda                  | 32                |
| Scozia                         | 89                |
| Stati Uniti Adult Contemporary | 20                |
| Stati Uniti Kid Digital Songs  | 1                 |